# Nicola Bellomo
Nicola Bellomo (Bari, 1991. február 18. –) olasz labdarúgó, jelenleg a Reggina játékosa. 

## Klubpályafutása

### Bari
Bellomo Bariban született, labdarúgó-pályafutását szülővárosa klubjánál, az AS Barinál kezdte. A Serie B 2008-09-es szezonjának végén, 2009. május 16-án debütált, amikor Daniele De Vezze helyére állt be a Modena ellen 4-1-re megnyert mérkőzésen. A következő szezonban igazolták az első csapathoz, de nem játszott, helyette az ifjúsági csapatban folytatta. 
2010 júliusában Alessandro Marottával együtt kölcsönadták a Lucchese csapatának, de augusztusban a Barletta csapatához került. A bajnokság első mérkőzésén csereként lépett pályára, a védő Alessio Lanotte helyére állt be (azon a mérkőzésen a Barletta 4-3-3-as felállásban játszott), a következő fordulóban pedig támadó középpályásként kezdett (4-3-1-2-es felállásban). A 4-3-1-2-es formációban irányító, illetve a 4-3-2-1-es formációban az egyik támadó csatár volt. 2011. július 1-jén új, hároméves szerződést írt alá a Barival.

## Chievo
2012. augusztus 27-én Bellomo regisztrációs jogainak felét 1,75 millió euróért (350 000 euró készpénzért és Andrea De Falco regisztrációs jogainak feléért) eladták a Cheivónak. Bellomo ideiglenes ügylet keretében azonnal visszatért Bariba.

## Torino
2013. július 3-án Bellomót 1,2 millió euróért eladták a Serie A-ban szereplő Torinónak, a Chievo pedig társtulajdonban megtartotta a regisztrációs jogok 50%-át. A 2013-14-es Coppa Italia harmadik fordulójában debütált a Granata színeiben a Pescara ellen 1-2-re elveszített, majd a Serie A-ban szeptember 25-én a Hellas Verona ellen 2-2-re végződő, teljes értékű mérkőzésen. Október 20-án szabadrúgásból megszerezte első gólját a Serie A-ban, amivel a 90. percben egyenlített a Torino ellen az Internazionale ellen, a mérkőzés 3-3-ra végződött. A mérkőzés utáni interjúban Bellomo a gólt elhunyt édesapjának ajánlotta.
Bellomo a 2013-14-es szezonban 7 alkalommal lépett pályára a Torino színeiben, mielőtt 2014. január 29-én kölcsönadták a Serie B-ben szereplő Speziának.

## Kölcsönben a Speciánál
A Speziában a 10-es számú mezt kapta. 2014. február 1-jén debütált a Juve Stabia elleni 1-1-es döntetlenre végződő mérkőzésen. Miután február 15-én a Crotone elleni hazai mérkőzésen (3-1) két assziszttal járult hozzá, március 22-én a Brescia ellen (2-0-ra nyert) megszerezte első gólját az Aquilotti színeiben. Április 12-én ismét betalált idegenben a Cesena ellen (2-0), majd a következő, Siena elleni 1-0-s mérkőzésen eldöntötte a találkozót. Május 3-án ismét meghatározó volt, ő szerezte a Reggina elleni 2-1-es gólt, amivel a Spezia bejutott a bajnoki tabella rájátszási zónájába. A Speziával a feljutást jelentő rájátszás negyeddöntőjében játszott, ahol 1-0-ra kikapott a Modenától. A szezont 21 szerepléssel és 5 góllal zárta.

## Visszatérés a Chievóhoz
2014. június 21-én a Chievo és a Torino közötti társtulajdonjogot 343 000 euró ellenében
a Chievo javára oldották meg.

### Bari (kölcsönben)
Bellomo 2015. január 29-én visszatért a Bariba a 2014-15-ös Serie B szezon hátralévő részére.

### Ascoli (kölcsönben)
2015. szeptember 21-én Bellomo a Serie B újoncához, az Ascolihoz szerződött.

### Vicenza (kölcsönben)
2016. január 21-én Bellomo másfél szezonra kölcsönbe szerződött a Vicenza csapatához.

## Nemzetközi pályafutása
Miután többször is behívták az olasz U18-as válogatottba, amelyben egyszer sem szerepelt, 2009. szeptember 22-én debütált az olasz U19-es válogatottban egy Dánia ellen 4-1-re elveszített barátságos mérkőzésen. 2011. február 9-én játszott az olasz U20-as válogatottban egy Németország (ugyanezen korosztály) ellen 3-1-re elveszített mérkőzésen. 2013 áprilisában Devis Mangia edző behívta az olasz U21-es válogatottba (csapattársaival, Francesco Fedatóval és Stefano Sabellivel együtt) a 2013-as izraeli UEFA U21-es Európa-bajnokság alkalmával.
Az olasz Serie B 21 éven aluliak csapatát is képviselte, Fabrizio Pagherát helyettesítve egy orosz első ligás válogatott ellen. 2014. március 10-12. között Cesare Prandelli, a korosztályos válogatott vezetőedzője behívta a nemzeti válogatottba, hogy a 2014-es világbajnokság előtt felmérje a fiatal játékosokat.